# Železniška postaja Maribor Tezno
Železniška postaja Maribor Tezno je ena izmed železniških postaj v Sloveniji, ki oskrbuje bližnji mariborski predel Tezno. V osnovi je to tovorna in ranžirna postaja. V njen sestav sodi tudi postajališče za potniški promet ob severnem uvozu, ki se nahaja na nadvozu nad hitro cesto H2 skozi Maribor.